# Villerest
Villerest is een gemeente in het Franse departement Loire (regio Auvergne-Rhône-Alpes) en telt 4243 inwoners (1999). De plaats maakt deel uit van het arrondissement Roanne.

## Geografie
De oppervlakte van Villerest bedraagt 14,8 km², de bevolkingsdichtheid is 286,7 inwoners per km².
De onderstaande kaart toont de ligging van Villerest met de belangrijkste infrastructuur en aangrenzende gemeenten.

## Demografie
Onderstaande figuur toont het verloop van het inwonertal (bron: INSEE-tellingen).

1. ↑  Populations de référence 2022.